# Eberhart Köhler
Eberhart Köhler (* 16. November 1929 in Siegmar; † 20. Januar 1995 in Ilmenau) war ein Elektroingenieur mit dem Lehr- und Forschungsschwerpunkt Mikroelektronik in der DDR. Er wurde in der Zeit der Wende zum Rektor der TH Ilmenau gewählt und übte diese Funktion bis 1995 aus. Unter seiner Leitung wurde die Technische Hochschule (TH) nach Evaluation und Umstrukturierung 1992 in den Rang einer Technischen Universität (TU) erhoben.

## Leben
Köhler wurde als Sohn eines kaufmännischen Angestellten in Siegmar bei Chemnitz geboren. Nach seinem Abitur an der Oberrealschule Chemnitz (1948) studierte er von 1949 bis 1954 an der TH Dresden Elektrotechnik mit Spezialisierung auf die Fachrichtung Hochfrequenztechnik. Er war wissenschaftlicher Assistent/Oberassistent bei Georg Mierdel und Klaus Lunze und promovierte 1960 über Dynamisches Verhalten von p-n-Übergängen zum Dr.-Ing. Von 1961 bis 1965 arbeitete Köhler als Mitarbeiter und Abteilungsleiter bei Werner Hartmann in der Arbeitsstelle für Molekularelektronik in Dresden (AMD), einem der ersten Forschungsinstitute für Mikroelektronik der DDR. Noch im Jahr seiner Habilitation 1965 mit einem Beitrag zu den Grundlagen der Mikroelektronik wurde er zum Ordentlichen Professor für Halbleitertechnik an das Institut für Elektronik der TH Ilmenau berufen. Von 1969 bis 1990 war Köhler Leiter des Wissenschaftsbereichs Wirkprinzipien der Mikroelektronik (ehemals Elektronische Bauelemente). Daneben hatte er von 1969 bis 1980 die Position des Direktors der Sektion Physik und Technik elektronischer Bauelemente (PHYTEB) inne und war von 1987 bis 1990 Stellvertreter des Sektionsdirektors PHYTEB für Forschung.
Aufgrund seiner Erfahrungen in der Wissenschaftsorganisation wurde Köhler, der konsequent Lockungen und Pressionen Parteimitglied zu werden widerstanden hatte, am 15. März 1990 zum Rektor den TH Ilmenau gewählt und erfüllte diese Aufgabe bis zu seinem jähen Tod im Jahre 1995. Seine Nachfolgerin wurde die Professorin für Festkörperelektronik Dagmar Schipanski.
Nach seinem Tod wurde eine Straße in Ilmenau nach ihm benannt.

## Werk
Eberhart Köhler war ein auch international agierender Wissenschaftler, der – ähnlich wie sein Lehrer Werner Hartmann – mit aktueller Forschung und Lehre zur Schaffung der historischen Basis der heutigen Halbleiterindustrie im Silicon Saxony Dresden beigetragen haben dürfte. Neben zahlreichen Publikationen, Vorträgen, Buchbeiträgen und Lehrbriefen zeugen davon auch seine Forschungsverträge zu den Themen EPROM, CCD, DRAM, GaAs, SOI und Speicherprognose.
In die Amtszeit Köhlers als Rektor fiel die Aufwertung der Technischen Hochschule Ilmenau zu einer Technischen Universität (TU), was er bereits in seiner Investitur-Rede anvisiert und dann konsequent betrieben hatte. Bemerkenswert sind in diesem Zusammenhang auch seine programmatischen Vorstellungen bei Amtsantritt:
- Bewahrung des Ansehens der TH Ilmenau und Entwicklung zu einer anerkannten Hochschule in Deutschland;
- Ausbildung von Vordenkern und Vorbildern für Demokratie mit großem Raum- und Zeithorizont und humanistischer und solidarischer Grundhaltung;
- Sensibilisierung der Gesellschaft für sparsamen und schonenden Umgang mit den Gütern der Erde;
- Einbindung der Hochschule in die soziale Marktwirtschaft;
- Einordnung der Hochschule in die deutsche Hochschulpolitik und in den deutschen und europäischen Wirtschaftsraum mit Empfehlung zur Sanierung der Wirtschaft auf dem Gebiet der heutigen DDR. Deshalb gilt: Hier bleiben und diesem Teil Deutschlands auf die Beine helfen!